# Кассольново
Кассольново (італ. Cassolnovo) — муніципалітет в Італії, у регіоні Ломбардія,  провінція Павія.
Кассольново розташоване на відстані близько 490 км на північний захід від Рима, 33 км на захід від Мілана, 35 км на північний захід від Павії.
Населення — 7096 осіб (2014).
Покровитель — San Defendente.

## Демографія
Населення за роками:

Станом на 1 січня 2023 року в муніципалітеті офіційно проживало 375 іноземців з 40 країн, серед них 93 громадяни країн Євросоюзу та 31 громадянин України.

## Сусідні муніципалітети
- Абб'ятеграссо
- Черано
- Гравеллона-Ломелліна
- Соццаго
- Тердобб'яте
- Торнако
- Віджевано